# 악시오나
악시오나(Acciona, S.A., 스페인어 발음: [aɣˈθjona])는 인프라(건설, 수자원, 산업 및 서비스) 및 재생 에너지 개발 및 관리에 전념하는 스페인의 다국적 대기업이다. 이 회사는 자회사인 악시오나 에너지(Acciona Energy)를 통해 연간 21테라와트시의 재생 가능 전기를 생산한다.
이 회사는 1997년 Entrecanales y Tavora와 Cubiertas y MZOV의 합병을 통해 설립되었다. 회사의 본사는 스페인 마드리드주의 알코벤다스에 있다. 회사의 미국 사업장은 일리노이주 시카고에 본사를 두고 있다.
이 회사는 30,000명의 전문가를 고용하고 있으며 5개 대륙, 30개국에 진출해 있다. 이 회사는 IBEX 35에 상장되어 있으며 업계 벤치마크 대상이다.

## 역사
이 회사는 1862년에 설립된 회사인 MZOV로 거슬러 올라간다. 1978년에 MZOV는 1916년에 설립된 기업인 Cubiertas y Tejados와 합병되어 Cubiertas y MZOV로 설립되었다. 1997년에 이 회사는 1931년에 설립된 회사인 Entrecanales y Tavora와 합병하여 NECSO Entrecanales Cubiertas S.A.가 설립되었다. 이후 '악시오나'로 이름이 변경되었다.